# هنری وی کندال
هنری وی کندال (به انگلیسی: Henry Way Kendall) ‏(۹ دسامبر ۱۹۲۶ – ۱۵ فوریه ۱۹۹۹) 
فیزیک‌دان آمریکایی است که در سال ۱۹۹۰ همراه با جروم ایزاک فریدمان و ریچارد ای تیلور موفق به کسب جایزه نوبل در فیزیک شد . کسب این جایزه به علت پیشگامی در زمینه تحقیق‌هایی است که توجه عمیقی به نمودار پراکندگی ناکشسان الکترون، پروتون و نوترون دارد که به دلیل اهمیت اساسی توسعه مدل کوآرک در فیزیک ذرات بوده‌است .